# Sonate pour flûte (BWV 1030)

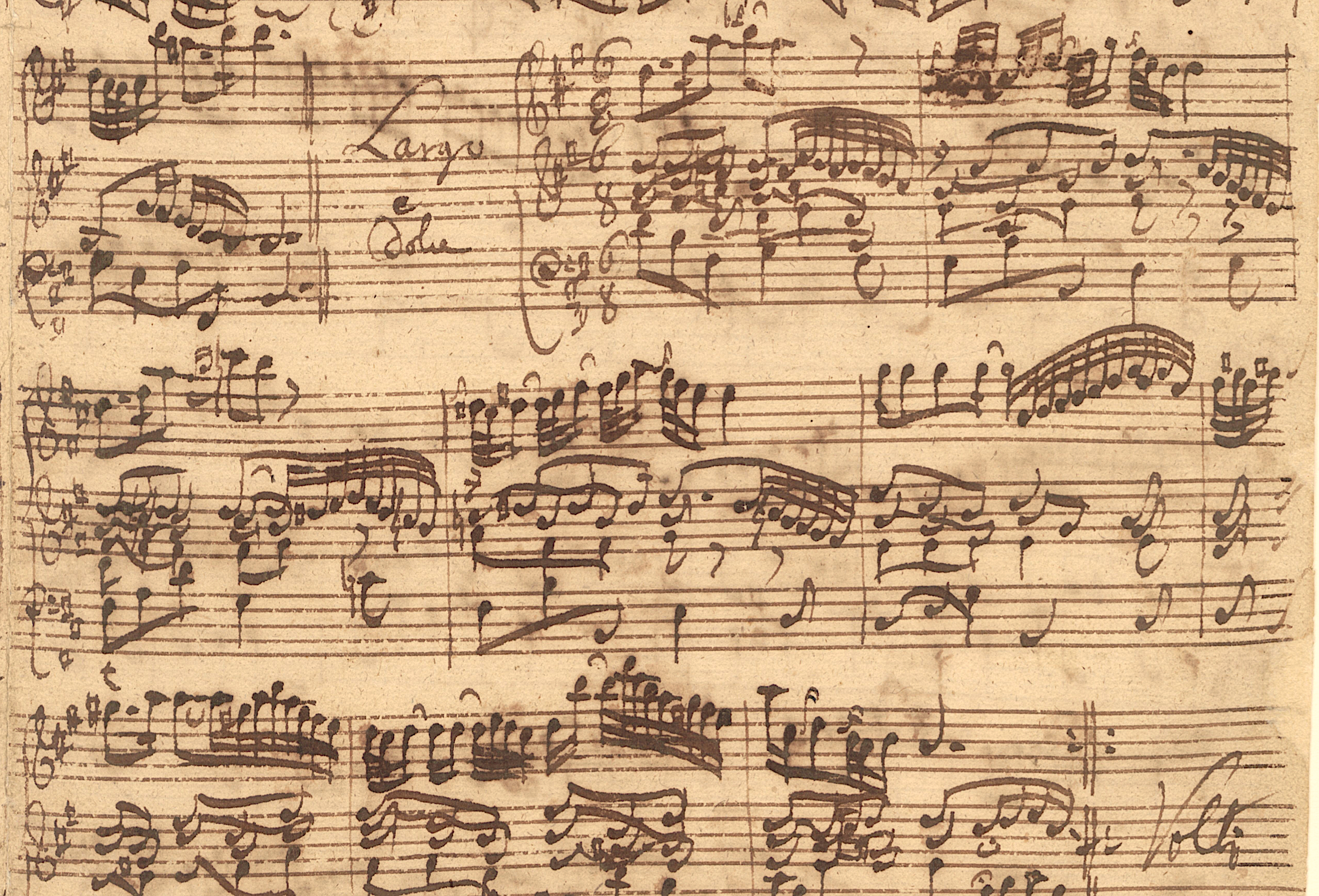
Partition manuscrite de la sonate BWV1030

La Sonate en si mineur BWV 1030 est une sonate en trois mouvements pour flûte traversière et clavecin de Johann Sebastian Bach.
Cette sonate est composée de trois mouvements :
- Andante
- Largo e dolce
- Presto

Le manuscrit date de 1735 quand Bach dirigeait le Collegium Musicum de Leipzig. Des erreurs dans le manuscrit et l'existence d'une partie pour clavecin en Sol mineur peuvent suggérer que cette œuvre est une transposition d'une œuvre plus ancienne pour d'autres instruments.